# Andrena emeiensis
Andrena emeiensis är en biart som beskrevs av Wu 1982. Andrena emeiensis ingår i släktet sandbin, och familjen grävbin. Inga underarter finns listade i Catalogue of Life.